# Neoxolmis
Neoxolmis is een geslacht van zangvogels uit de familie tirannen (Tyrannidae).

## Soorten
Het geslacht kent de volgende soorten:
- Neoxolmis coronatus  – Zwartkruinmonjita
- Neoxolmis rubetra  – Roestrugmonjita
- Neoxolmis rufiventris  – Witschoudermonjita
- Neoxolmis salinarum  – Salinasmonjita